# Nectandra megapotamica
Nectandra megapotamica är en lagerväxtart som först beskrevs av Sprengel, och fick sitt nu gällande namn av Carl Christian Mez. Nectandra megapotamica ingår i släktet Nectandra och familjen lagerväxter. Inga underarter finns listade i Catalogue of Life.